# Real Sporting de Gijón
El Real Sporting de Gijón, S. A. D., más conocido como Sporting de Gijón o simplemente Sporting, es una sociedad anónima deportiva con sede en Gijón, Asturias. Fue fundado bajo la denominación de Sporting Club Gijonés.
Participa desde 2017 en la segunda categoría de la Liga Nacional de Fútbol Profesional, la Segunda División de España, de cuya clasificación histórica es líder, si bien está considerado como uno de los clubes referentes del fútbol español y de su máxima categoría de Primera División, en la que ocupa el decimosexto puesto tras sus 42 presencias desde que esta fue instaurada en 1929. En ella obtuvo como mayor éxito un subcampeonato en la temporada 1978-79, al que suma otros dos (1981 y 1982) del Campeonato de España de Copa, el torneo más antiguo del país. En el apartado internacional suma seis participaciones en la Copa de la UEFA (actual Liga Europa). Obtuvo otros reconocimientos y títulos menores, entre los que destacan cinco Campeonatos de Liga de Segunda División (igual que su máximo rival, el Oviedo, contra quien disputa el derbi asturiano, y es uno de los nueve equipos españoles que nunca han competido en una categoría inferior a la segunda.
Está identificado por sus colores rojiblancos. Tiene la forma jurídica de sociedad anónima deportiva (S. A. D.). Disputa sus encuentros como local en el estadio El Molinón desde 1913, bajo su originaria denominación de Sporting Gijonés. Organiza desde 1962 el Trofeo Villa de Gijón y cuenta con 22 912 abonados y 126 peñas oficiales de aficionados.

## Historia

Gráfico del desempeño del Sporting en la liga 1929-2023

La historia del Real Sporting comienza el 1 de julio de 1905, cuando un joven de catorce años de edad llamado Anselmo López funda un equipo, al que llama Sporting Club Gijonés, como expresión primigenia de un deporte traído a la ciudad, probablemente, por marineros de buques extranjeros recalados en el puerto de El Musel. Le acompaña en su fundación Ignacio de Loyola Lavilla Nava, que por entonces tenía diez años y actuó como escriba en el acta de fundación del club, cuyo paradero se desconoce. Según explicó décadas más tarde Ignacio Lavilla, tomaron la decisión de fundar el club después de presenciar un partido entre la Juventud Sportiva Gijonesa y el Sporting Ovetense en la playa de San Lorenzo.

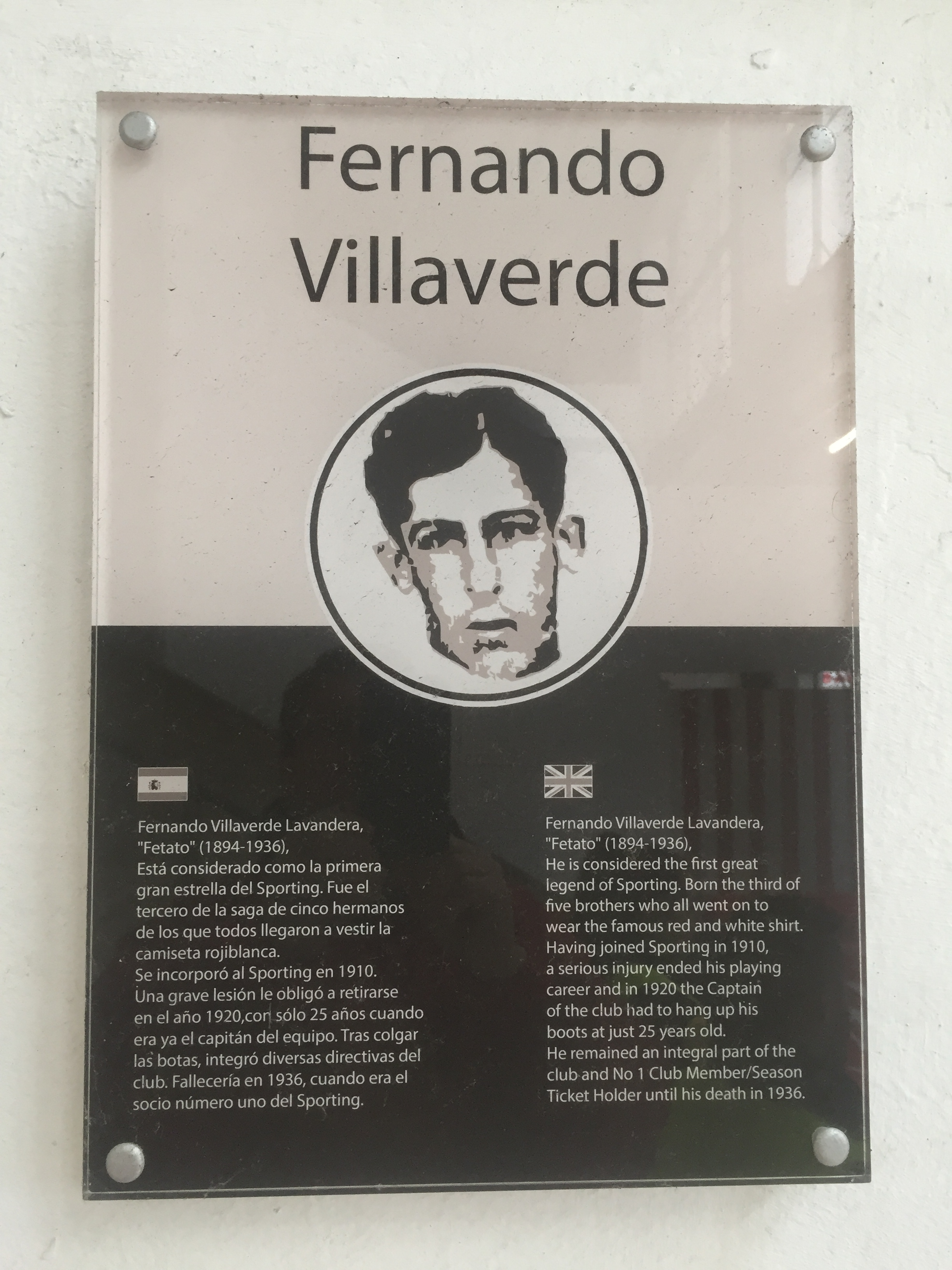
Placa en recuerdo de Fernando Villaverde en el estadio El Molinón.

No fue, sin embargo, el primer equipo de fútbol de la ciudad: en 1902, Luis Adaro Porcel ya había fundado el Gijón Sport Club. Estaba formado por jóvenes estudiantes y vestía un uniforme que hacía referencia a la bandera martíma de la ciudad: camiseta blanca con puños y cuello rojo, pantalón blanco y medias negras con vuelta roja. Poco después, en 1904, nace la Juventud Sportiva Gijonesa. Inicialmente, se disputan partidos contra equipos de la región. El primer partido del Sporting del que se tiene constancia se disputa el 18 de agosto de 1907 en Oviedo y enfrenta a la escuadra gijonesa con el Sport Ovetense. Anselmo López, fundador del club y portero de la entidad, tenía entonces 16 años. La decadencia de otros equipos de la ciudad, como el Gijón Sport Club y la Sportiva Gijonesa, fue cediendo poco a poco la hegemonía futbolística al Sporting. En 1912, el rey Alfonso XIII, que acudió a Gijón para participar en la Copa del Rey de vela organizada por el Real Club Astur de Regatas, acepta la presidencia de honor del Sporting Gijonés, que pasa a denominarse Real Sporting Club Gijonés. 
Poco a poco, la entidad va consolidándose y ampliando fronteras y comienza a disputar partidos contra algunos de los grandes equipos nacionales. En 1914 y en 1916 gana el Campeonato Regional de Asturias. El 2 de abril de 1916 la junta directiva se reúne y toma dos decisiones: cambiar el nombre de la entidad a Real Sporting de Gijón e iniciar las gestiones para la compra del campo de El Molinón, donde ya disputaba sus partidos como local desde tiempo atrás.
El año 1917 es el del debut del Sporting en el Campeonato de España, en partido disputado en El Molinón que pierde por cero goles a uno ante el Arenas Club. Fernando Villaverde, que disputó aquel partido, fue la primera gran estrella rojiblanca. Tras una desafortunada lesión en un partido ante el Real Vigo S. C. en 1920, que le obliga a poner prematuro fin a su carrera deportiva, le sucede en la capitanía del equipo Manuel Meana, líder indiscutible del equipo durante los años veinte y que será el primer internacional sportinguista, debutando con la selección el 9 de octubre de 1921 en partido amistoso disputado contra la selección de Bélgica. Corsino y Argüelles también recibirán, poco después, la llamada del combinado español.
El paso del amateurismo al profesionalismo a finales de la década de los años 1920 perjudicará mucho al Sporting, pues su potencial se verá reducido como consecuencia de la marcha de muchas de sus estrellas, como Ramón Herrera al Athletic Club de Madrid; Morilla al Celta de Vigo; o Loredo al Real Santander; a la búsqueda de mejores remuneraciones, lo cual hará que el equipo, que además mantiene una mala relación con las federaciones regional y nacional, dispute la 1928-29, primera temporada de la Liga, en Segunda División. Se enfrentará en su primer partido al Celta de Vigo, con el que empatará a un gol, y finalizará aquella campaña en cuarta posición. Además, El Molinón acoge en 1928 el primer partido internacional disputado en Asturias, que enfrenta a las selecciones de España e Italia.
Tardará el Sporting en debutar en la máxima categoría. El ascenso se logra en la  temporada 1943-44. Para entonces, el Sporting ya habrá cambiado su nombre, que pasará a ser Real Gijón hasta los años 1970, como consecuencia de la prohibición de extranjerismos decretada en España. En cualquier caso, seguirá siendo conocido popularmente como Sporting. 
El estreno en Primera División se realizará ante el R. C. D. Español, formando Lerín, Ceballos, Sión, Tamayo, Tamargo, Cervigón, Dindurra, Gundemaro, Adolfo, Domingo y Liz. El resultado de este partido fue de empate a cero goles. Hubo que esperar a la segunda jornada, cuando los gijoneses se enfrentaron al Deportivo de La Coruña, para ver el primer gol del equipo en Primera División, que marcará Gundemaro. Se disputa también aquel año el primer derbi asturiano en la élite, ganando el Real Oviedo en casa al Real Gijón por dos goles a uno. El Gijón acabará aquella temporada en séptima posición. Mantendrá la categoría otras cuatro temporadas, recuperándola en la campaña 1950-51, con un apoteósico ascenso en el que se marcan cien goles.

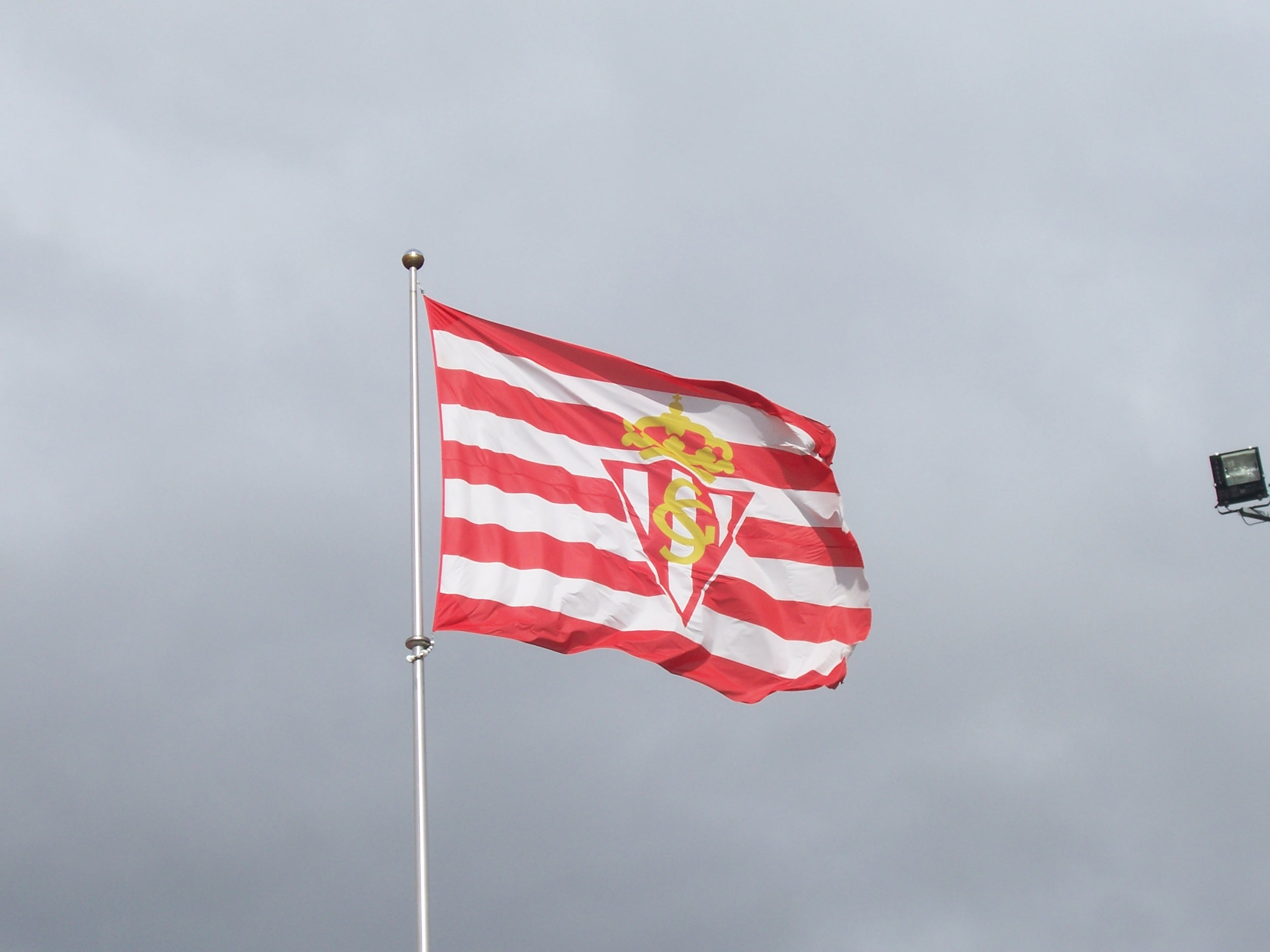
Bandera del Real Sporting de Gijón, que se encuentra izada permanentemente en su sede social, en Mareo.

Hasta los años setenta, cuando inicie una larga y exitosa trayectoria de más de dos décadas en Primera División, el Real Gijón será uno de esos equipos llamados ascensores: desciende en la temporada 1953-54, asciende de nuevo en la 1956-57, y vuelve a descender en la campaña 1958-59 iniciando una trayectoria de once años en Segunda División. Serán años de grave crisis en los que se temerá por la desaparición del equipo, que incluso coqueteará, sin llegar a consumarlo, con el descenso a Tercera División. Logrará su cuarto retorno a la élite en la temporada 1969-70, tras sanear su economía y con una joven generación de prometedores futbolistas. La venta de uno de ellos, el vasco Ignacio Churruca, junto con la venta del estadio de los Hermanos Fresno en el Llano -propiedad del Sporting-  posibilitará la construcción de la Escuela de fútbol de Mareo. Otros, como Maceda, procedente del C. D. Acero; Mesa, de la Real Balompédica Linense; Ferrero, del C. A. Boca Juniors, se unen a canteranos como Cundi o los hermanos Castro, Jesús y Quini, y van configurando poco a poco la que será la plantilla de los años dorados, los de finales de la década de los setenta y principios de la de los ochenta, cuando el Sporting alcanzará las que, a día de hoy, son sus cotas más altas, situándose en la zona alta de Primera, donde llegará a alcanzar un subcampeonato (1978-79), unas semifinales y hasta dos finales de la Copa del Rey en 1980-81 y 1981-82, y clasificándose para participar en la Copa de la UEFA por primera vez en su historia. Además, El Molinón fue elegido como una de las sedes de la Copa Mundial de Fútbol de 1982, disputada en España.
Tras una cierta decadencia en la segunda mitad de los años ochenta, producida en parte por la marcha de algunos de los jugadores más importantes del equipo (Quini, al F. C. Barcelona; Maceda, al Real Madrid C. F.; etc.), los últimos años de aquella década y los primeros de los noventa, asistirán a la gestación de una nueva hornada de canteranos, los Luis Enrique, Abelardo, Manjarín o Juanele, amén de otros como Arturo, Óscar, Alcázar, Tati o Luis Sierra. Esta nueva generación de oro posibilitará una cierta recuperación deportiva del equipo, que disputa por sexta y última vez la Copa de la UEFA en la temporada 1991-92. En 1992, en cumplimiento de la Ley 10/1990, de 15 de octubre, el club pasa a ser una sociedad anónima deportiva y su nombre es, desde ese momento, Real Sporting de Gijón, S. A. D.
La marcha de los principales estandartes del equipo, unida a una creciente crisis económica, hará que se inicie una rápida decadencia que llevará al equipo a merodear la zona baja de la clasificación. En la temporada 1994-95, el equipo consigue permanecer en Primera División tras vencer por la mínima un doble partido de promoción contra la U. E. Lleida. Sin embargo, tres años después, en la campaña 1997-98, el equipo desciende a Segunda al quedar último en la clasificación.

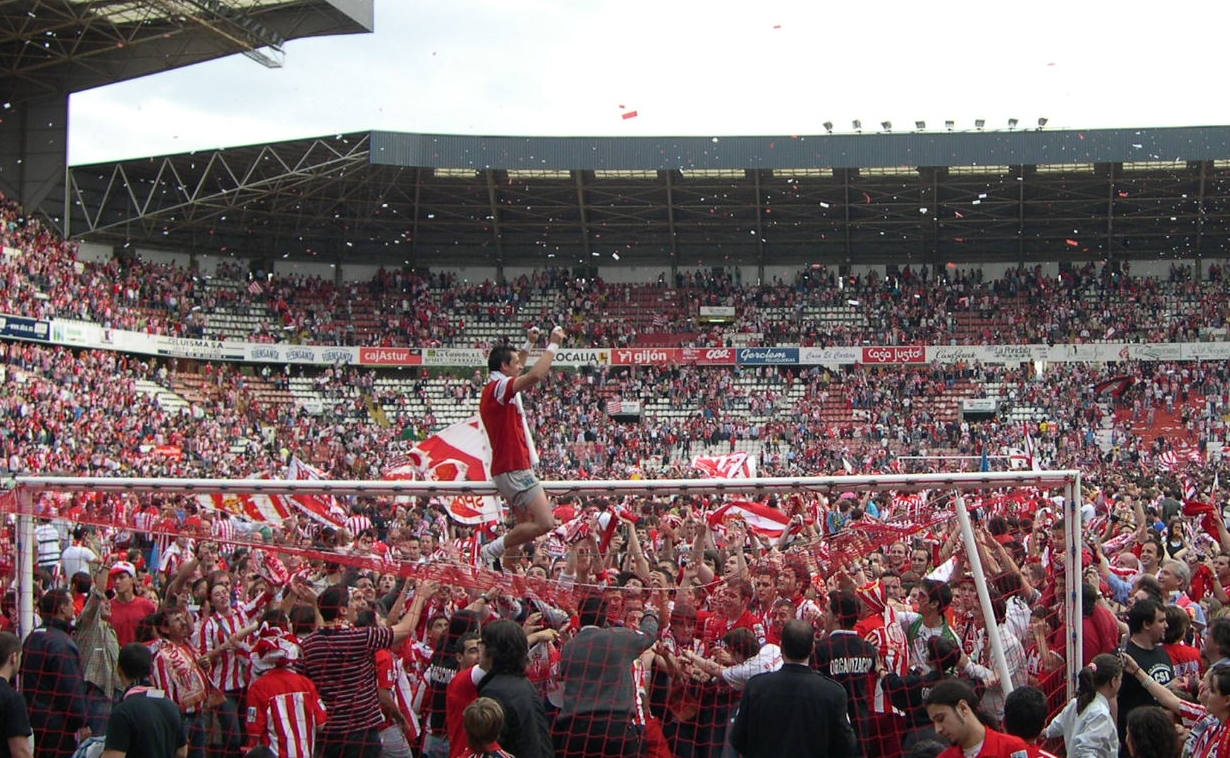
Celebración del ascenso a Primera División de la temporada 2007-08 en el estadio El Molinón.

Entre las temporadas 1998-99 y 2007-08, el Sporting milita en la categoría de plata. Son años duros para el sportinguismo, ya que a la mala situación deportiva, se suma una crisis institucional que llevan al equipo al borde de la desaparición. La crisis llega hasta tal punto que el club se ve obligado a vender sus marcas y la Escuela de fútbol de Mareo al ayuntamiento de Gijón, por 12 millones de euros, en agosto de 2001. La afición y el equipo se reencuentran en la temporada 2003-04, que había comenzado con muchas dudas por la venta de la última perla de Mareo, David Villa, al Real Zaragoza y la elección como entrenador de Marcelino García Toral, que había descendido con el Real Sporting de Gijón "B" a Tercera División. Sin embargo, y contra todo pronóstico, el equipo llega a rozar el ascenso, liderando la clasificación en buena parte de la temporada y consiguiendo, incluso, proclamarse campeón de invierno. Finalmente, el equipo termina en quinta posición y tiene que permanecer otro año más en Segunda División.
Tras este intento fallido de retornar a la élite, las penurias económicas llevan nuevamente al club a una situación crítica. En el año 2005, debido a las dificultades para afrontar el pago de las deudas a un elevado número de acreedores, el club entró en un proceso concursal instado por la empresa Coral Golf, que se encargaba del cuidado del césped de El Molinón. En 2007, una vez concluida la intervención de los administradores nombrados por el juez para llevar a cabo dicho proceso, se concluyó que la situación económica no podía ser achacada a nadie en concreto y que había sido algo fortuito, por lo que la junta directiva pudo continuar a cargo del club. Con este proceso, la deuda del Sporting, que dos años antes los administradores tasaban en 51 millones de euros, pasó a ser de 35,8 millones según los presupuestos presentados por la junta directiva.
El ascenso a Primera División se consuma en la temporada 2007-08 bajo la batuta del técnico Manolo Preciado. Después de un inicio espectacular, sin conocer la derrota en las nueve primeras jornadas, el Sporting termina el año en tercera posición tras vencer por dos goles a cero en el último partido, el 15 de junio de 2008, a la S. D. Eibar en El Molinón. La campaña 2008-09 supone el reestreno del equipo en Primera tras diez años. Es un curso marcado por la irregularidad, con varias derrotas abultadas y solo un empate en toda la temporada, aunque el Sporting logra la permanencia en la categoría en el último partido, disputado en El Molinón contra el R. C. Recreativo de Huelva, en el que vence por dos goles a uno. Curiosamente, se bate el récord de permanencia en Primera División con más derrotas y más goles en contra, además de con menos empates.

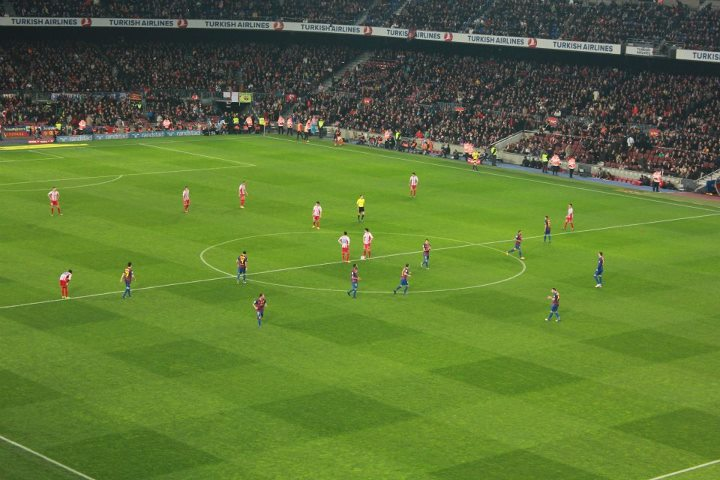
Partido disputado entre el F. C. Barcelona y el Sporting en la jornada 26 de la temporada 2011-12.

La temporada 2009-10 arranca con un Sporting mucho más regular que la anterior campaña, logrando ocupar la mayor parte de la competición posiciones de mitad de tabla e, incluso, llegando a estar a un puesto de disputar la Liga Europa. Tras finalizar la primera vuelta en décima posición, el rendimiento del equipo fue bajando y hubo que esperar hasta la penúltima jornada para que el equipo sellara su permanencia matemática en la categoría al empatar a un gol con el Atlético de Madrid en El Molinón.
La campaña 2010-11 concluye como la mejor del Sporting desde su retorno a la élite, finalizando la competición en décimo puesto. Tras una primera vuelta en la que se acaba al borde de los puestos de descenso, con once jornadas consecutivas sin conocer la victoria, el equipo protagoniza una remontada en la segunda parte del campeonato obteniendo un sonado triunfo ante el Real Madrid en el estadio Santiago Bernabéu y un empate ante el Barcelona, además de otros resultados favorables contra los equipos más poderosos del campeonato. Una sólida defensa, la tercera menos goleada tras Barcelona y Real Madrid, contrastó, a su vez, con una escasa capacidad anotadora: el Sporting fue el segundo equipo menos goleador del campeonato, por detrás del descendido Deportivo de La Coruña.
El inicio del curso 2011-12 resulta, de nuevo, complicado para los intereses del Sporting. La primera victoria de la temporada no llega hasta el noveno encuentro y el equipo permanece en posiciones de descenso a excepción de cinco jornadas en todo el torneo. El 31 de enero de 2012 se prescinde de los servicios de Manolo Preciado en el banquillo y ocupa su puesto Iñaki Tejada, primero, y Javier Clemente, a continuación, pero no se consigue enderezar la situación del equipo. Aunque se llega con posibilidades de salvación a la última jornada, la derrota ante el Málaga C. F. en el estadio La Rosaleda provoca el descenso del Sporting a la Segunda División.

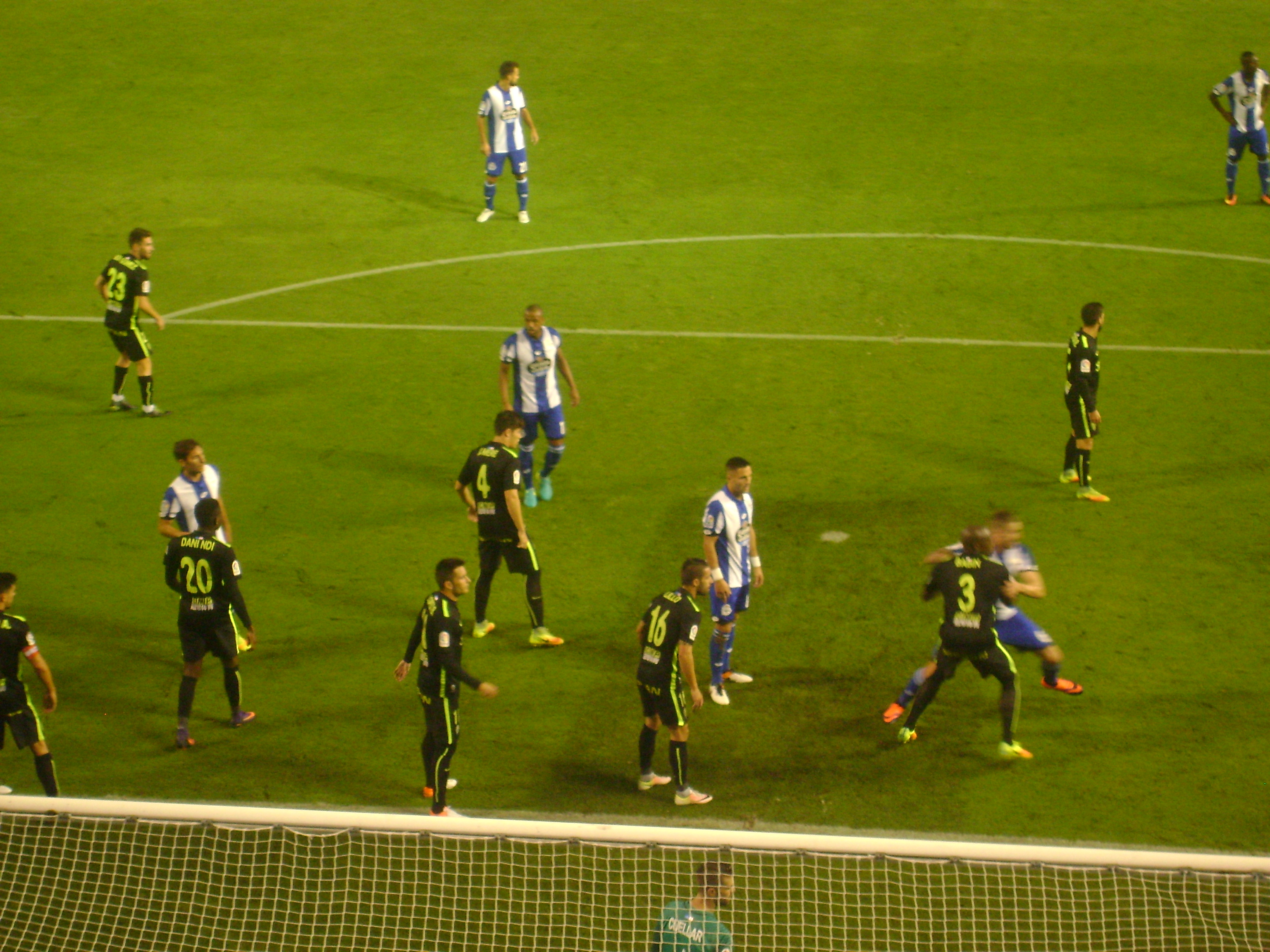
Partido disputado entre el R. C. Deportivo de La Coruña y el Sporting en la jornada 7 de la temporada 2016-17.

Después de tres temporadas en la categoría de plata, el club consiguió el regreso a la Primera División en la campaña 2014-15 con Abelardo Fernández como entrenador. Una sanción impuesta por la LaLiga debido a las deudas contraídas, privó al equipo de poder realizar incorporaciones de jugadores que no perteneciesen al filial. Aun así, consiguió sumar ochenta y dos puntos al final del campeonato, lo que les permitió clasificarse en la segunda posición, tras obtener veintiún victorias, diecienueve empates y dos derrotas. Además, el portero Iván Cuéllar fue galardonado con el Trofeo Zamora al portero menos goleado de la categoría con veintiún tantos encajados en treinta y seis partidos —un promedio de 0,58—.
Tras el ascenso del club a la primera división de España, el Real Sporting de Gijón disputó dos campañas en esta, consumando su descenso el 14 de mayo del 2017, retornando a la segunda división.
El 28 de junio de 2022 fue adquirido por el Orlegi, pasando la presidencia al mexicano Alejandro Irarragorri.

## Uniforme

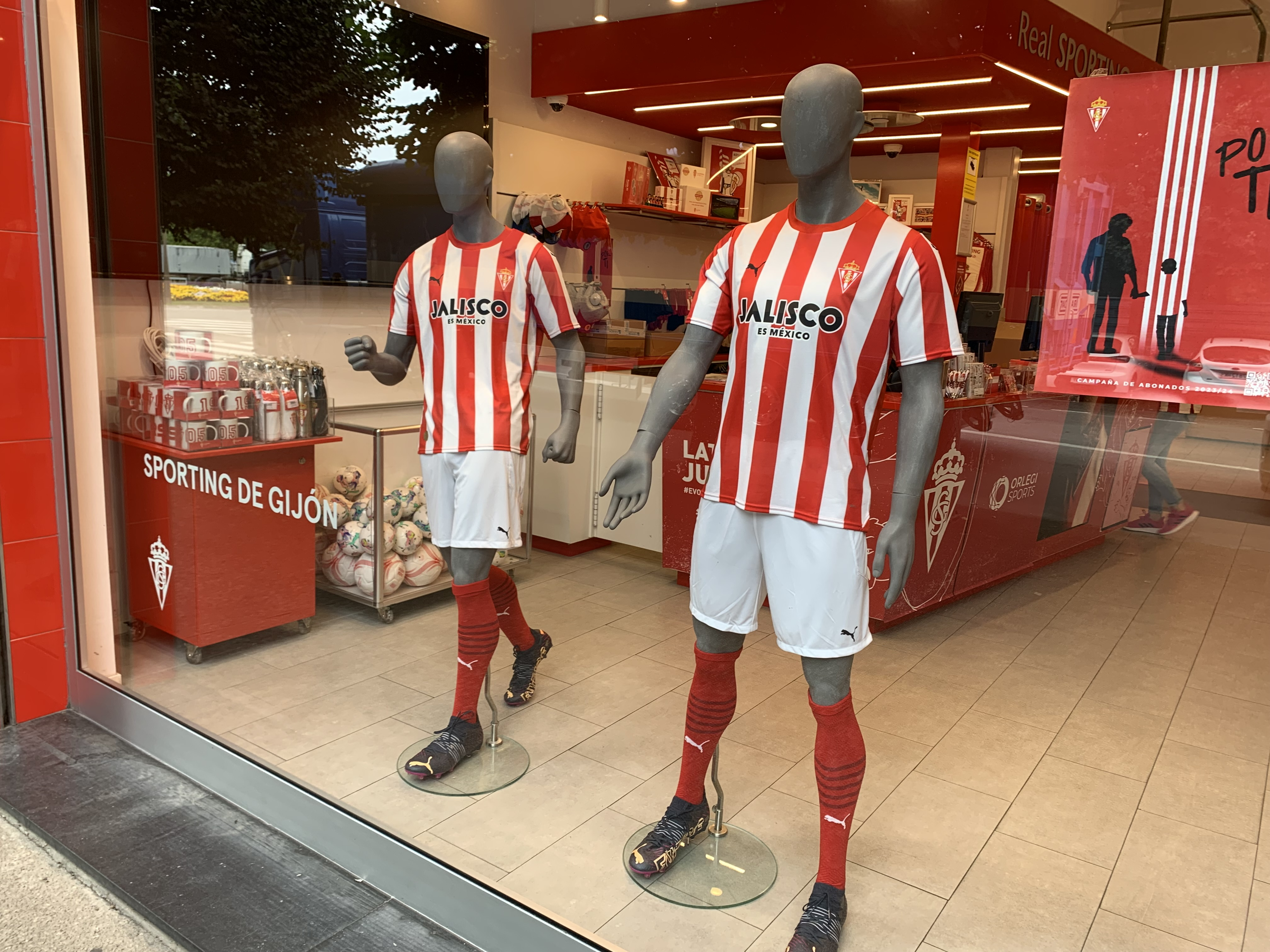
Uniforme de la temporada 2023-24 en la tienda oficial del Sporting.

El uniforme oficial actual del equipo consta de camiseta a rayas verticales rojas y blancas, representando los colores de la bandera de Gijón, pantalones blancos y medias rojas. La camiseta ha permanecido invariable a lo largo de la historia, por lo que es el equipo profesional español que más años lleva vistiendo camiseta rojiblanca; sin embargo, el resto de elementos de la equipación han ido sufriendo diferentes modificaciones (pantalones blancos, negros o azules; medias blancas con vueltas rojas, azules con vueltas rojiblancas, rojas con tres bandas finas blancas en la vuelta y rojiblancas a franjas, así como negras con vueltas rojiblancas).
El segundo y tercer uniforme también han ido cambiando a lo largo de la historia: blanco, azul, rojo, negro, verde o amarillo.

### Últimas temporadas
| 2010-11 | 2011-12 | 2012-13 | 2013-14 | 2014-15 | 2015-16 | 2016-17 | 2017-18 | 2018-19 |  |

| 2019-20 | 2020-21 | 2021-22 | 2022-23 | 2023-24 | 2024-25 |

### Historial de fabricantes y patrocinadores del uniforme
| Período   | Fabricante de la equipación | Patrocinador principal |
| --------- | --------------------------- | ---------------------- |
| 1979-1986 |                             | Ninguno                |
| 1986-1989 | Cajastur                    |                        |
| 1989-1991 | Cajastur                    |                        |
| 1991-1993 | Cajastur                    |                        |
| 1993-1994 | Cajastur Asturias           |                        |
| 1994-1997 | Cajastur Asturias           |                        |
| 1997-1999 | Astore                      | Ninguno                |
| 1999-2001 | Astore                      | Gijón                  |
| 2002-2011 | Astore                      | Gijón Asturias         |
| 2011-2013 | [ 29 ]                      | Gijón Asturias         |
| 2013-2016 | [ 29 ]                      | Gijón                  |
| 2016-2017 | [ 30 ]                      | Gijón                  |
| 2017-2018 | [ 30 ]                      | Teslacard              |
| 2018-2019 | [ 30 ]                      | Pastón                 |
| 2019-2020 | [ 30 ]                      | Interwetten            |
| 2020-2022 | [ 30 ]                      | Integra Energía        |
| 2022-2023 | [ 35 ]                      | Integra Energía        |
| 2023-2024 | [ 35 ]                      | Jalisco                |
| 2024-2025 | [ 35 ]                      | Siroko                 |

## Símbolos

### Escudo

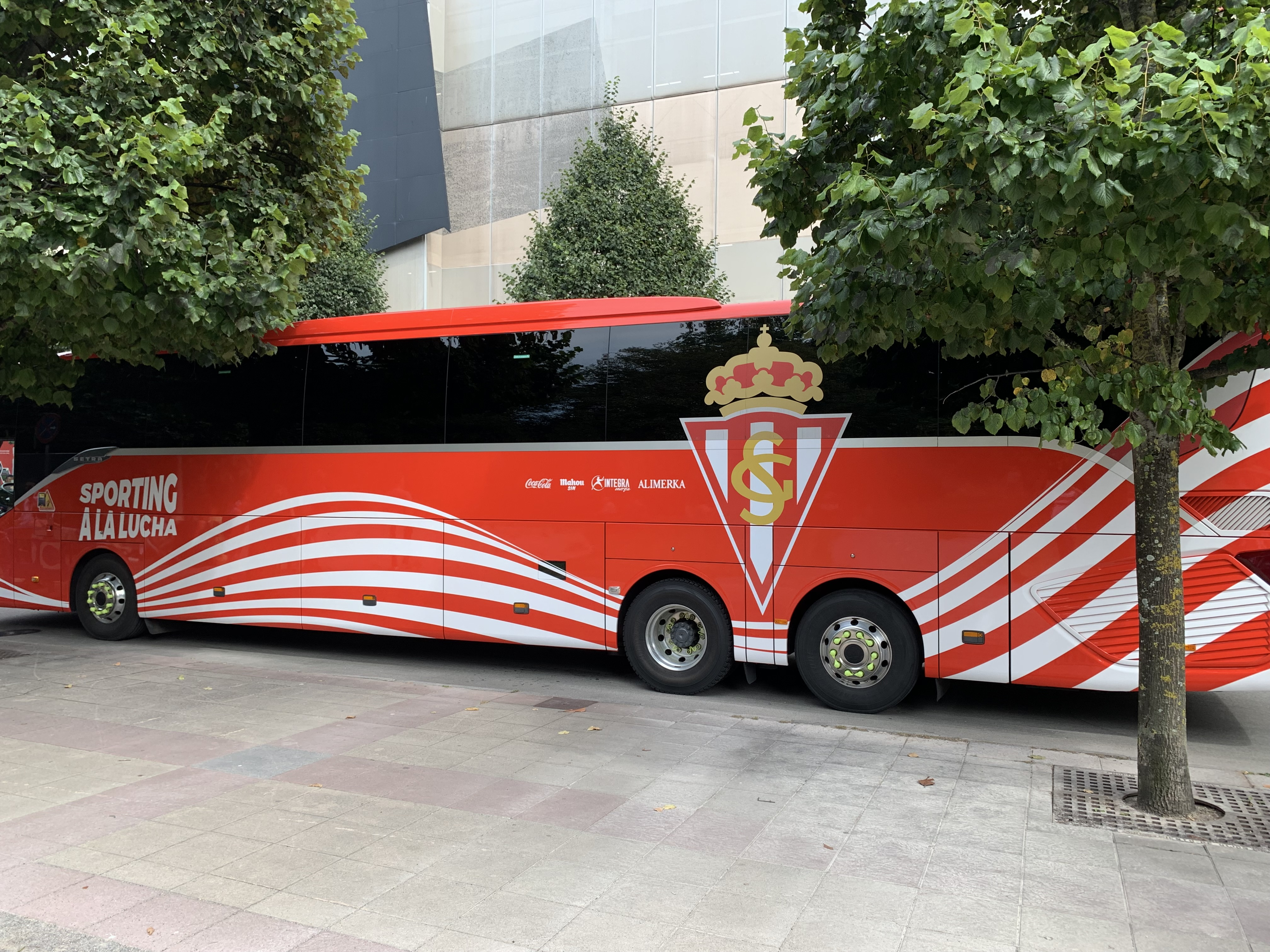
Autobús del equipo.

A lo largo de su historia, el escudo del Real Sporting ha ido sufriendo diferentes cambios. En cualquier caso, el esquema ha sido casi siempre el mismo: un triángulo isósceles invertido con cuatro rayas rojas y tres blancas verticales y las letras S (de Sporting) y G (de Gijón) entrelazadas, y con una corona real sobre el mismo, que representa el estatus de Real del equipo. Durante la II República (1931-1936), la corona real fue sustituida por una corona mural y la forma del escudo pasó a ser redonda. Tras la Guerra Civil (1936-1939), con la prohibición de extranjerismos en los nombres de asociaciones deportivas, el Real Sporting de Gijón pasó a denominarse Real Gijón y el escudo cambió, formando el triángulo una G en pico con los colores rojiblancos en su interior. El escudo actual es una evolución del tradicional realizada por la empresa CYAN Gestión Editorial en 1997 bajo la firma del creador Juan Jareño. Los colores quedaron definidos como rojo tonalidad Pantone 485 y oro tonalidad Pantone Oro, que puede ser sustituido por Pantone 117 cuando no se pueda aplicar el oro directo.

### Himno
El actual himno del Sporting fue compuesto en 1974 por Rafael Moro Collar y, en él, escrito en el tono triunfal y orgulloso habitual en los himnos deportivos (...de grande solera y brillante historial...) se hace referencia, además de a la ciudad de Gijón y a la fama que el equipo le ha dado (...que a Gijón tú le diste gran fama...), a su cantera (...de tu cantera surgieron valores que nadie ni nunca podrán olvidar...). Entre los años 1997 y 2004 se han ido haciendo versiones dance, salsa y rock gracias a los arreglos de José Fernández Avello, Chez García, Banda Nocturna y a la colaboración del Coro Asturiano de Gijón, la Camerata Revillagigedo y Anusca.
Con motivo del centenario, celebrado en 2005, el cantautor mierense Víctor Manuel compuso un tema con la colaboración del gaitero José Ángel Hevia y del Coro Minero de Turón que se llamó ¡Puxa Sporting!.

### Bandera
Forman la bandera oficial del club nueve franjas horizontales, cinco rojas y cuatro blancas, con el escudo de la entidad, fileteado en blanco y con una altura equivalente a 5/9 el ancho de la bandera, en el centro. Sus proporciones ancho:largo son de 2:3.
La primera bandera de la que se tiene constancia era triangular, formada por los colores del club en franjas horizontales. Con el paso de los años se fueron utilizando siempre banderas rectangulares, generalmente de proporciones ancho:largo de 2:3. Hoy se conserva la diseñada con motivo del quincuagésimo aniversario del club en 1955, que tenía siete franjas y el nombre del club en letras doradas.

Bandera conmemorativa del primer centenario del Sporting.

### Símbolos del centenario
Con motivo de las celebraciones por el centenario del club en 2005, se diseñó un logotipo conmemorativo que consistió en un número 100 de color rojo subrayado y con una corona esquemática de color dorado sobre él, obra del diseñador gráfico Javier Sáez Adana, de Bitácora Grupo. Dicho logotipo se bordó en la camiseta del equipo aquella temporada y apareció también en una bandera conmemorativa con fondo blanco, con unas líneas onduladas subrayando el logotipo y atravesando el conjunto, como referencia al carácter marítimo de la ciudad de Gijón y a la afición sportinguista, popularmente conocida como la mareona rojiblanca.

### Otros símbolos
En 1997 el club actualizó su imagen corporativa, diseñando el que aún es el principal distintivo de su marca comercial. Se trata del dibujo esquemático de unas mandíbulas debajo del cual se lee la palabra Sporting.

### Identidad corporativa
Los colores corporativos del Sporting son el blanco, el rojo tonalidad Pantone 485, y el oro tonalidad Pantone Oro o, cuando no se pueda utilizar el Pantone Oro directo, el Pantone 117. La paleta de color primaria incluye el azul Pantone Reflex Blue, el verde Pantone 368 y el gris Pantone Cool Gray 11. La familia tipográfica corporativa es la Stone Sans (regular, bold y semibold).

## Estadio

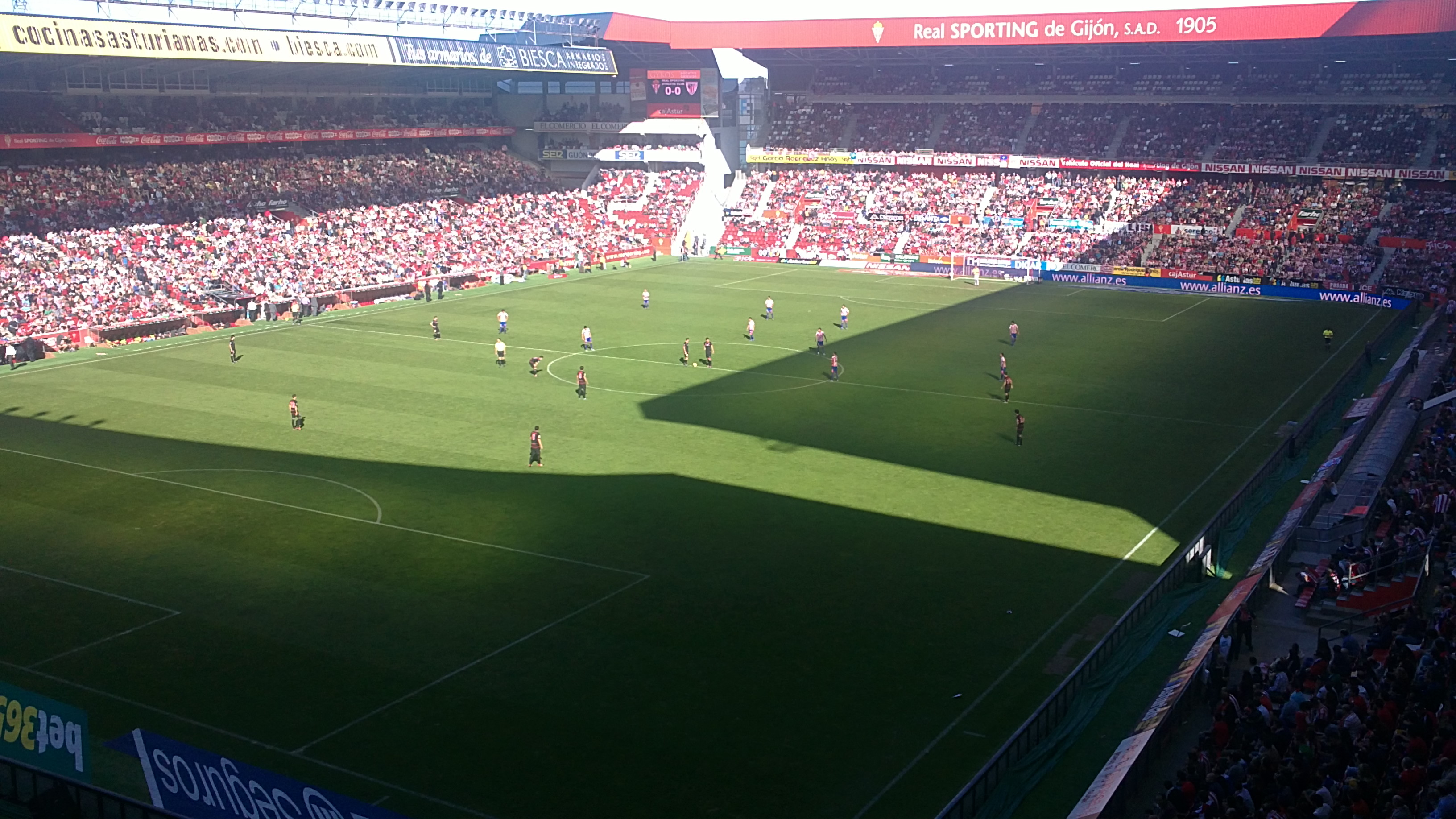
El estadio El Molinón durante el encuentro entre el Sporting y el Athletic Club de la temporada 2011-12.

### Antiguos terrenos de juego
Durante sus primeros años de existencia, el Sporting utilizó diversos emplazamientos de la ciudad para organizar entrenamientos y disputar partidos. Sin embargo, ninguno de ellos resultaba lo suficientemente adecuado para la práctica del fútbol, ni contaba con unas mínimas comodidades para un público cada vez más numeroso:
- Playa de San Lorenzo: fue el primer terreno de juego del equipo.
- Prado Redondo: campo comunal situado en las inmediaciones de El Humedal.
- La Matona: finca situada en la zona de La Guía, propiedad de Joaquín Menchaca, que el Sporting alquiló durante tres meses en 1910[43] por el precio de 100 pesetas.
- La Flor de Valencia: otra finca de La Guía, propiedad de Anselmo Piñole, en la que el equipo disputó sus partidos desde 1911.

### El Molinón
La primera referencia a la existencia de El Molinón data del año 1908. El diario local El Comercio hace referencia, el 20 de mayo de aquel año, a un partido jugado «en el campo de El Molinón», sin especificar más datos, entre los equipos La Bella Sportiva y El Balón. Ello lo convierte en el campo más antiguo del fútbol profesional español.

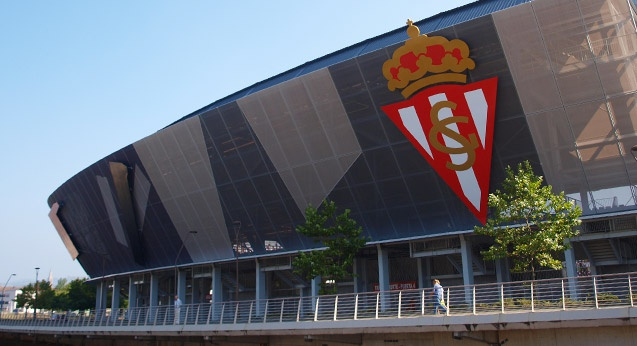
Aspecto exterior de la remodelación del estadio El Molinón en su grada norte.

En cualquier caso, el Sporting no lo utilizó como anfitrión hasta 1915, llegando a comprarlo posteriormente merced a un gran esfuerzo económico. El nombre del estadio, según se dice, procede de la existencia, en los terrenos donde se construyó, de un antiguo molino de grandes dimensiones, propiedad de un inglés apellidado Rimmel, en la prolongación de la entonces Calle del Molino, actualmente Avenida de Torcuato Fernández-Miranda, donde hoy se encuentra el Parador Nacional Molino Viejo.
El estadio gijonés ha sufrido varias remodelaciones a lo largo de su historia, produciéndose la primera de ellas en 1917. De entre todas, cabe destacar la que sufrió con motivo de la Copa Mundial de Fútbol de 1982, celebrada en España, durante la cual el estadio acogió varios partidos del Grupo B, compartido con el Estadio Carlos Tartiere de Oviedo.
En 2006, se anunció un nuevo proyecto de remodelación integral del estadio que afectaba, entre otras cosas, a la imagen exterior del mismo, en la que colaboró el artista Joaquín Vaquero Turcios. La reforma se financió, de una parte, con la privatización de los locales existentes bajo las tribunas, ya que una empresa los explota comercialmente y, en la otra, con fondos municipales. En el proyecto se incluyó el refuerzo de la estructura de todo el estadio, la ampliación del fondo norte y una zona de la tribuna oeste, el cambio de todas la cubiertas del estadio, la sustitución de todos los asientos, la creación de nuevos vestuarios y zonas mixtas para prensa, radio y televisión, además de una sala para entrevistas.
Con todas estas mejoras, el estadio dio un cambio radical en su aspecto exterior y en todas sus dotaciones, y fue homologado con la categoría 3 por la UEFA. Además, el aforo total aumentó hasta los 30 000 espectadores.

## Cantera

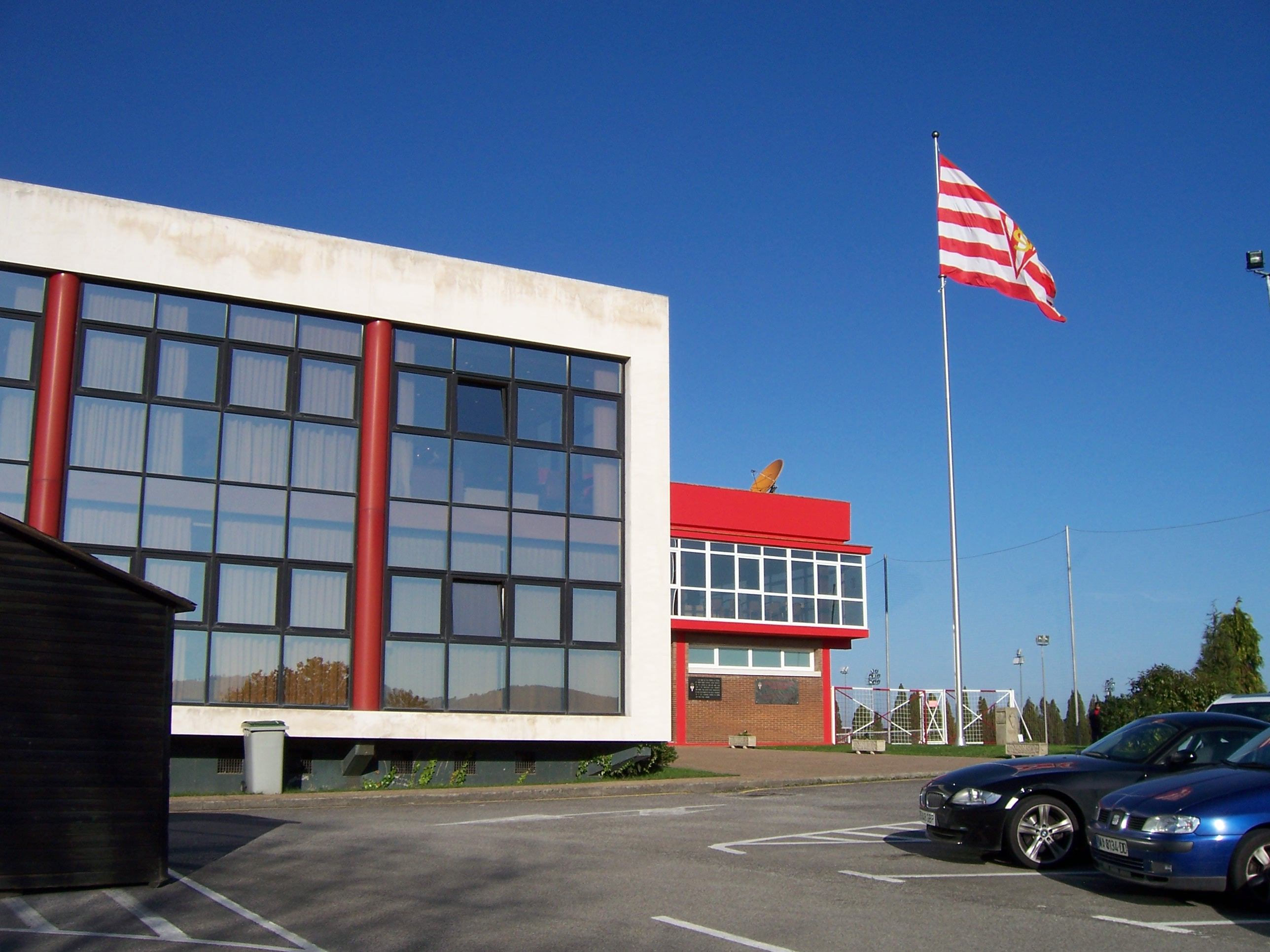
Escuela de Fútbol de Mareo.

Los campos de entrenamiento del Sporting, así como los de las categorías del fútbol base, se encuentran en la Escuela de Fútbol de Mareo, situada en la parroquia gijonesa de Leorio. Tiene una superficie de 111 700 m² y fue inaugurada el 28 de julio de 1978; su construcción fue posibilitada entonces gracias a los cuantiosos ingresos obtenidos por el traspaso del jugador vasco Ignacio Churruca al Athletic Club. Desde 2001, es propiedad del ayuntamiento de Gijón, que la adquirió para paliar la enorme crisis económica que atravesaba entonces el club. Además, el Sporting también cuenta con una Escuela de fútbol de Mareo en Logroño, cuyos equipos compiten en las divisiones de fútbol base riojanas.
Mareo es una cantera prolífica de la que han salido futbolistas que, con el tiempo, alcanzaron renombre nacional e internacional, como Eloy, Ablanedo, Luis Enrique, Abelardo, Manjarín, Juanele o Villa. En 2009, el Sporting recibió el premio de Fútbol Draft al equipo que más canteranos había hecho debutar en Primera División en la temporada 2008-09.

### Sporting Atlético
El equipo filial del Sporting es el Sporting Atlético. En la temporada 2024-25 competirá en Tercera Federación por cuarto año consecutivo tras finalizar la campaña anterior en la 2.ª posición del grupo 2 y no lograr ascender de categoría. Ocupa el 18.º puesto en la clasificación histórica de Segunda B, antigua tercera categoría nacional, con 948 partidos jugados y 1112 puntos, siendo el 6.º equipo filial de la misma. En 1983 ganó la Copa de la Liga de Segunda División B.

### Fútbol base
El equipo juvenil del Sporting milita en uno de los 7 grupos de División de Honor, máxima categoría nacional del fútbol juvenil. En la campaña 2003-04 ganó la Copa de Campeones, en la que participan los campeones de cada grupo de División de Honor. Al año siguiente, fue subcampeón de la Copa del Rey tras perder en la final ante el F. C. Barcelona.
El segundo equipo juvenil milita en la Liga Nacional, categoría inmediatamente inferior a la División de Honor, a la cual no puede ascender por ser filial. El Sporting tiene, además, dos equipos de categoría cadete, dos en infantiles, tres en alevines y dos en benjamines.

### Palmarés

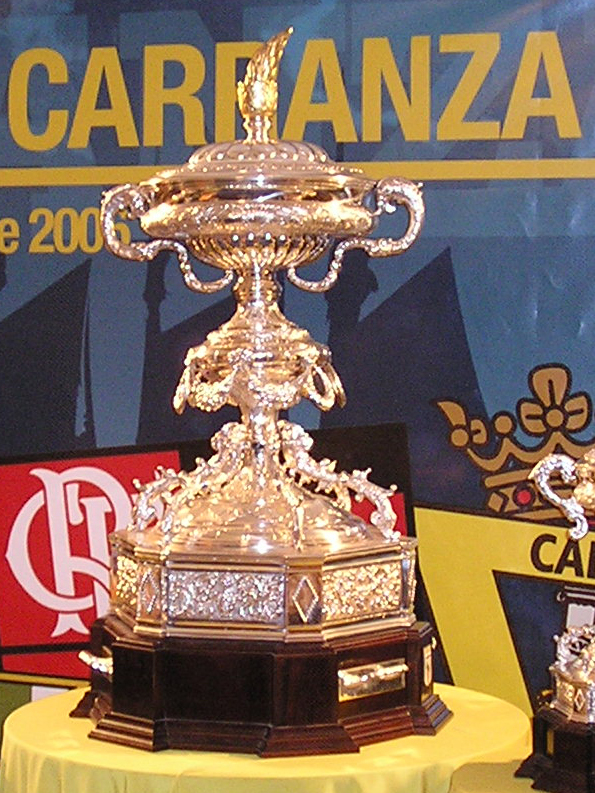
Imagen del Trofeo Ramón de Carranza, conquistado por el Sporting en su edición de 1984.

- Copa de la Liga de España de Segunda División B (1): 1983
- División de Honor Juvenil (5): 1994, 2004, 2005, 2012 y 2018[51]
- Copa de Campeones Juvenil (1): 2004
- Subcampeón de la Copa de Campeones Juvenil (2): 2005 y 2018[52]
- Subcampeón de la Copa del Rey Juvenil (1): 2005
- Campeonato de España de fútbol cadete (1): 2000
- Campeonato de España de fútbol benjamín (4): 2010, 2012, 2018[53] y 2019[54]

## Trofeo Villa de Gijón
El Trofeo Villa de Gijón es un torneo veraniego que el Real Sporting de Gijón organiza desde 1962; se comenzó a disputar con el nombre Trofeo Costa Verde y, en 1994, recibió la denominación actual. Tiene lugar en el mes de agosto en el estadio de El Molinón y, desde 2001, se disputa a partido único. El campeón de la edición de 2016 fue el Real Sporting de Gijón, que se impuso al R. C. Deportivo de La Coruña en la tanda de penaltis por 4-2 tras haber finalizado el encuentro con el resultado de 1-1. El trofeo que se otorga al ganador es una reproducción del Elogio del Horizonte, escultura de Eduardo Chillida convertida en símbolo de la ciudad de Gijón desde su construcción en 1990.

## Datos del club

### Denominaciones
- Sporting Club Gijonés: (1907-12) Regularización del club.
- Real Club Sporting Gijonés: (1912-16) Se le añade el título de «Real» otorgado por el monarca Alfonso XIII de España.
- Real Sporting de Gijón: (1916-31) Cae en desuso la calificación de «club» y readapta la calificación de su ciudad.
- Sporting Club de Gijón: (1931-40) Se proclama la Segunda República Española por lo que todo símbolo o alusión monárquica es eliminada y retoma en su lugar la calificación de «club».
- Real Sporting de Gijón: (1940-41) Tras la instauración del Estado Español son restauradas las alusiones monárquicas y retoma su anterior denominación.
- Real Gijón: (1941-70) Del mismo modo se produjo una castellanización de los anglicismos adoptándolo el club un año después a una forma simplificada.[56]
- Real Sporting de Gijón: (1970-92) Se produjo una liberalización de términos pudiendo adoptar denominaciones en otros idiomas.[56]
- Real Sporting de Gijón, S.A.D.: (1992-Act.) Conversión de la entidad en una Sociedad anónima deportiva (S. A. D.).

### Trayectoria
- Temporadas en Primera División: 42[57]
  - Puesto histórico: 16.º[5]
  - Mejor puesto: 2.º (1978-79)[57]
  - Peor puesto: 20.º (1997-98)[57]
  - Mayor goleada conseguida: Sporting 7 - C. A. Osasuna 1 (1993-94)[58]
  - Mayor goleada recibida: F. C. Barcelona 9 - Sporting 0 (1951-52) y Athletic Club 9 - Sporting 0 (1958-59)[58]
- Temporadas en Segunda División: 50[57]
  - Puesto histórico: 1.º[59]
  - Mejor puesto: 1.º (1943-44, 1950-51, 1956-57, 1969-70 y 1976-77)[57]
  - Peor puesto: 17.º (Segunda División de España 2021-22)[57]
  - Mayor goleada conseguida: Sporting 11 - U. E. Lleida 0 (1956-57)
  - Mayor goleada recibida: Deportivo Alavés 6 - Sporting 0 (1928-29), C. A. Osasuna 6 - Sporting 0 (1933-34), Sporting 0 - Real Oviedo 6 (1955-56) y Real Racing Club de Santander 6 - Sporting 0 (1962-63)
- Participaciones en la Copa del Rey: 93
  - Mejor clasificación: subcampeón (1980-81 y 1981-82)[57]
- Participaciones en la Copa de la UEFA: 6[60]
  - Mejor clasificación: dieciseisavos de final (1978-79 y 1991-92)[60]
- Máximo goleador: Quini (272)[61]
- Más partidos disputados: Joaquín Alonso (644)[62]
- Más partidos dirigidos: José Manuel Díaz Novoa (282)[63]

## Jugadores y cuerpo técnico

### Plantilla
- Los jugadores con dorsales superiores al 25 son, a todos los efectos, jugadores del Real Sporting de Gijón "B" y como tales, podrán compaginar partidos con el primer y segundo equipo. Como exigen las normas de la LFP desde la temporada 1995-96, los jugadores de la primera plantilla deberán llevar los dorsales del 1 al 25. Del 26 al 50 serán jugadores del equipo filial.
- Un canterano debe permanecer al menos tres años en edad formativa en el club (15-21 años) para ser considerado como tal.[64][65] Un jugador de formación es un jugador extranjero formado en el país de su actual equipo entre los 15 y 21 años (Normativa UEFA).
- Según normativa UEFA, cada club solo puede tener en plantilla un máximo de tres jugadores extracomunitarios que ocupen plaza de extranjero.
- Christian Sánchez no cuenta como extracomunitario al tener la nacionalidad cubana y francesa.
- Justin Smith no cuenta como extracomunitario al tener la nacionalidad francesa.
- Mamadou Loum y Amadou Coundoul no cuentan como extracomunitarios por el Acuerdo de Cotonú.

### Jugadores
Destacan en la lista de nombres los veinte futbolistas internacionales con la selección española, que convierten al Sporting en el duodécimo equipo con más jugadores aportados al combinado nacional: Meana, Adolfo, Quini, Churruca, Uría, Megido, Morán, Mesa, Cundi, Joaquín, Maceda, Jiménez, Ablanedo, Eloy, Luis Enrique, Abelardo, Juanele, Pier, Julio Salinas y Manu García; así como otros que también llegaron a disputar partidos internacionales antes o después de pasar por el equipo asturiano, como Campanal, Herrerita, Emilín, Campos, Aldecoa, Miera, Marañón, Aguilar, Villarroya, Giner, Bango, Leal, Manjarín, Marcos Vales, Marcelino o David Villa.
El primer futbolista extranjero que pasó por las filas del Sporting fue el argentino Óscar Garro, que llegó al equipo en 1950, iniciando una larga lista de futbolistas foráneos que, con mayor o menor gloria, fueron pasando por el equipo gijonés y, entre los cuales, los sudamericanos siempre han tenido un peso especial. Entre los europeos no españoles, el grueso de futbolistas procedió de países de Europa del Este.

#### Estadísticas
- Jugadores internacionales:
  - Total: 20
  - Partidos jugados: 162
  - Primero: Meana (España 2 - Bélgica 0, 9 de octubre de 1921, partido amistoso)
  - Último: Manu García (España 4 - Lituania 0, 8 de junio de 2021, partido amistoso)
  - Último en debutar mientras jugaba en el Sporting: Manu García (España 4 - Lituania 0, 8 de junio de 2021, partido amistoso)
- Jugadores con títulos individuales:
  - Máximo goleador de Primera División:
    - Quini: 20 goles (1973-74), 21 goles (1975-76) y 24 goles (1979-80)

  - Máximo goleador de Segunda División:
    - Ricardo: 46 goles (1956-57)
    - Solabarrieta: 24 goles (1966-67)
    - Quini: 24 goles (1969-70) y 27 goles (1976-77)

  - Portero menos goleado de Primera División:
    - Ablanedo II: 22 goles encajados (1984-85), 27 goles encajados (1985-86) y 25 goles encajados (1989-90)

  - Portero menos goleado de Segunda División:
    - Roberto: 31 goles encajados (2005-06)
    - Cuéllar: 21 goles encajados (2014-15)
- Récords en Primera División:
  - Más partidos:
    - Joaquín (479; 1977-1992)
    - Jiménez (420; 1979-1991)
    - Ablanedo II (399; 1982-1998)

  - Más goles:
    - Quini (165; 1970-1987, en tres etapas)
    - Joaquín (65; 1977-1992)
    - Ferrero (54; 1975-1985, en dos etapas)

  - Jornadas seguidas marcando:
    - Quini, 12 goles en 7 jornadas (1.ª a 7.ª, 1979-80)
    - Quini, 9 goles en 5 jornadas (13.ª a 17.ª, 1978-79)
    - Luhový, 6 goles en 5 jornadas (30.ª a 34.ª, 1990-91)

  - Más expulsiones:
    - Ablanedo II (4, 1982-1998)
    - Luis Sierra (4, 1984-1994)
    - Manjarín (4, 1989-1993)

  - Más joven:
    - En jugar: Orlando, 17 años y 16 días (1984)
    - En marcar gol: Eloy, 18 años y 112 días (1983)

  - Más viejo:
    - En jugar: Molinucu, 38 años y 129 días (1954)
    - En marcar gol: Quini, 37 años y 132 días (1987)

### Entrenadores

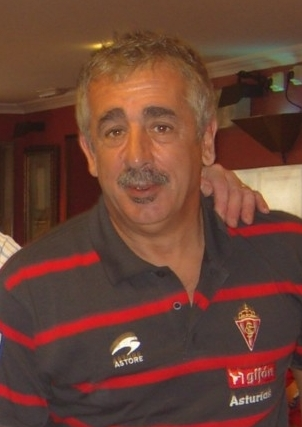
Manolo Preciado, entrenador con más temporadas consecutivas y segundo con más partidos dirigidos en el Sporting.

El Real Sporting de Gijón ha tenido un total de cincuenta y nueve entrenadores a lo largo de su historia. El primer técnico profesional fue el austriaco Karl Orth, quien dirigió al equipo entre 1922 y 1923. Hasta entonces, no se disponía de un preparador específico ya que era práctica habitual en los clubes de fútbol que la plantilla fuese confeccionada por el presidente y la junta directiva, encargados de decidir los fichajes, los traspasos y, en la mayoría de los casos, también las alineaciones de los partidos. Los entrenamientos, que en aquella época eran pocos pues el fútbol no era profesional, solían autogestionarlos los propios jugadores. Al contrario que Karl Orth, la mayoría de los entrenadores que ha tenido el Sporting han sido españoles; de los cincuenta y nueve totales, quince han sido extranjeros. Las nacionalidades de estos han sido la argentina, con tres; la austriaca, la inglesa, la neerlandesa y la serbia, con dos técnicos; además de la uruguaya, la brasileña, la francesa y la húngara, con uno.
Los mayores éxitos deportivos de la historia del club se lograron de la mano de Vicente Miera, que consiguió un subcampeonato de Liga en la temporada 1978-79, llevó al equipo a disputar por primera vez una final de Copa del Rey, en 1981, y lo clasificó en dos ocasiones —1977-78 y 1978-79— para disputar la Copa de la UEFA; con José Manuel Díaz Novoa, quien llevó al Sporting a su segunda final de Copa del Rey en el año 1982 y obtuvo tres clasificaciones para la Copa de la UEFA —1979-80, 1984-85 y 1986-87—; y con Ciriaco Cano, con el que se logró la última participación europea tras el quinto puesto de la campaña 1990-91. En el capítulo de ascensos a Primera División, ocuparon el banquillo rojiblanco Amadeo Sánchez —1943-44 y 1950-51—, Jesús Barrio —1956-57—, Carriega —1969-70—, Vicente Miera —1976-77—, Manolo Preciado —2007-08— y Abelardo Fernández —2014-15—. Otros nombres destacados son el serbio Vujadin Boškov, Marcelino García Toral, surgido de las categorías inferiores del club, o señeras referencias del fútbol español como Benito Floro, Vicente Cantatore, Antonio Maceda y Javier Clemente.
El técnico que más partidos ha dirigido al equipo, incluidas todas las competiciones, es José Manuel Díaz Novoa con 282 partidos oficiales —230 de Liga, 36 de Copa del Rey, 6 de Copa de la UEFA y 10 de Copa de la Liga—; seguido por Manolo Preciado, quien estuvo al frente del equipo en 232 encuentros —218 de Liga y 14 de Copa—; y en tercer lugar se encuentra Vicente Miera, que se sentó en el banquillo del Sporting durante 215 partidos —166 de Liga, 43 de Copa y 6 de Copa de la UEFA—. No obstante, es el cántabro Manolo Preciado quien ostenta el récord de permanencia de un entrenador en el banquillo rojiblanco, con seis temporadas, superando las cuatro que llegó a ejercer José Manuel Díaz Novoa de manera consecutiva en una de sus varias etapas al frente del mismo.

## Presidentes
El Real Sporting ha tenido treinta y siete presidentes en treinta y nueve presidencias a lo largo de su historia. En 1992, tras la entrada en vigor de la ley de sociedades anónimas deportivas, se modificó el sistema de elección de presidente, pasando de ser elegido por los socios del club a ser elegido por los accionistas de la sociedad.

## Afición
Según el Barómetro de mayo (2007) del Centro de Investigaciones Sociológicas (CIS), el Sporting era entonces el decimocuarto club por número de simpatizantes en España (0,8 %).
La Federación de Peñas Sportinguistas concede anualmente los premios Gesto Sportinguista, a las personas o instituciones que se hayan significado en alguna acción positiva para el club, y Molinón de Plata, al jugador más destacado de la temporada. El último Gesto Sportinguista, en su duodécima edición, recayó a título póstumo en el arquitecto Joaquín Vaquero Turcios, en reconocimiento a la autoría del proyecto de remodelación del estadio El Molinón. El XLVI Molinón de Plata fue otorgado al madrileño Alberto Lora.
La afición del Sporting es reconocida, nacional e internacionalmente, como una de las más animosas y viajeras de España. Los desplazamientos reúnen a miles de seguidores, tanto en Segunda como en Primera División, en un movimiento popular conocido como La Mareona.

## Palmarés

### Torneos nacionales
| Competición nacional             | Títulos                                      | Subcampeonatos                      |
| -------------------------------- | -------------------------------------------- | ----------------------------------- |
| Primera División de España (0/1) |                                              | 1978-79                             |
| Segunda División de España (5/4) | 1943-44, 1950-51, 1956-57, 1969-70 y 1976-77 | 1929-30, 1963-64, 1966-67 y 2014-15 |
|                                  |                                              |                                     |
| 'Copa del Rey de fútbol (0/2)    |                                              | 1980-81 y 1981-82                   |

### Torneos regionales
- Campeonato Regional de Asturias (13): 1917, 1918, 1919, 1920, 1921, 1922, 1923, 1924, 1926, 1927, 1930, 1931 y 1940.
- Subcampeón del Campeonato Regional de Asturias (6): 1925, 1929, 1932, 1933, 1934 y 1935.

### Torneos amistosos
- Trofeo Villa de Gijón (24): 1962, 1963, 1965, 1970, 1972, 1975, 1976, 1977, 1978, 1979, 1984, 1985, 1986, 1988, 1989, 1990, 1991, 1992, 1996, 2001, 2002, 2008, 2014 y 2015.
- Trofeo Ramón Losada (9): 1997, 1998, 1999, 2001, 2004, 2008, 2009,[81] 2010 y 2011.
- Trofeo San Agustín (9): 1965, 1966, 1967, 1969, 1972, 1983, 1995, 1997 y 2022.
- Trofeo Emma Cuervo (7): 1957, 1960, 1963, 1967, 1972, 2007 y 2012.[82]
- Trofeo Conde de Fontao (6): 1969, 1970, 1971, 1974, 1977 y 1989.
- Trofeo Villa de Jovellanos (6): 1979, 1983, 1984, 1986, 1987 y 1999.
- Trofeo Ayuntamiento de Langreo (5) : 1987, 1988, 1989, 1990 y 1993.
- Trofeo Principado (5): 1988, 1991, 1993, 1994 y 2006.
- Trofeo Memorial Alfonso Magdalena: (3) 2000, 2001 y 2002.
- Trofeo Concepción Arenal (2): 1970 y 1971.
- Trofeo Ibérico (2):[80] 1972 y 1979.
- Trofeo Ciudad de Oviedo (2): 1980 y 1986.
- Trofeo Luis Otero (2): 2003 y 2008.
- Trofeo Ciudad de Santiago (1): 2000.
- Trofeo Reyno de Navarra (1): 1979.
- Trofeo Ciudad del Cid (1): 1981.
- Trofeo Ramón de Carranza (1):[80] 1984.
- Triangular de León (1): 1997.
- Trofeo del Centenario del Portugalete (1): 2009.
- Trofeo Ciudad de Vigo (1): 2011.
- Trofeo Memorial Julio Álvarez (Langreo)  (1): 2011.
- Trofeo Ciudad de Santa Cruz (1):[83] 2015.
- Trofeo Ciudad de Pontevedra (1): 2017.[84]

### Premios
- Copa Stadium (2):[80] 1979 y 1981.
- Trofeo a la Deportividad (2):[80] 1981 y 1986.
- Trofeo Amberes (1):[80] 1963.
- Placa a la Mejor Entidad Deportiva (1):[80] 1978.
- AFE de Oro (1):[80] 1979.
- Trofeo Juan Antonio Samaranch (1):[80] 1979.
- Placa al Mérito Deportivo (1):[80] 1981.

## Secciones deportivas
El Sporting tuvo en el pasado secciones en disciplinas deportivas como el hockey sobre patines, el atletismo, el rugby, el balonmano o el fútbol indoor.

### Fútbol femenino
El Real Sporting de Gijón Femenino de fútbol femenino, que hasta 2016 se denominaba Escuela de Fútbol de Mareo, disputa la Segunda División bajo la dirección del entrenador Alejandro Menéndez. También cuenta con un filial que compite en categoría regional.

### Fútbol indoor
El Sporting compitió en la Liga de Fútbol Indoor en su cuarta edición, celebrada en 2011, cuando el torneo fue ampliado a los veinte clubes con mayor número de temporadas en Primera División. Los rojiblancos fueron encuadrados en el grupo 2, junto con el Real Oviedo, el Real Valladolid C. F., el R. C. Celta de Vigo y el R. C. Deportivo de La Coruña. Tras finalizar la fase de grupos como campeón, se enfrentó al Club Atlético de Madrid en los cuartos de final, y al Real Betis Balompié en semifinales. En la final se midió al R. C. D. Mallorca, al que venció 11-4, consiguiendo así su primer título en la temporada de su debut.

### Fútbol Genuino
Real Sporting de Gijón tiene un equipo a través de su fundación de futbolistas con discapacidad intelectual que juegan en laliga genuine Sporting Genuino

#### Palmarés
- Liga de Fútbol Indoor (1): 2011
- Subcampeón de la Copa de España de Fútbol Indoor (1): 2011
- Subcampeón de la Supercopa de España de Fútbol Indoor (1): 2011

## Rivalidad
El rival histórico del Sporting es el Real Oviedo, con el que se ha venido disputando desde antiguo la supremacía deportiva en Asturias, región de la que son los dos equipos más representativos. El Sporting es el equipo asturiano con más temporadas en Primera División (42, por las 38 del Oviedo), en cuya clasificación histórica ocupan los puestos 16.º -Sporting- y 19.º -Oviedo-, habiendo coincidido en veinte ocasiones, con balance favorable al Real Oviedo en el total de partidos disputados. En Segunda División han coincidido en dieciocho temporadas, con balance favorable al Sporting. Otros derbis se han disputado en Copa del Rey, en el Trofeo Principado y en el extinto Campeonato Regional de Asturias.

## Filmografía
- Documental TVE (1-5-2014), «Conexión Vintage - 'Historia del Sporting y del Oviedo'» en RTVE.es.
- Volver a empezar (1982). Director : Jose Luis Garci. Oscar mejor película extranjera en 1983